# Електрична вулиця
Електрична вулиця — вулиця в Самарському районі Дніпра у місцевостях Придніпровськ і Чаплі.
Починається, як продовження Гаванської вулиці від перехрестя з Роторною вулицею; простує на схід; після переходу через протоку Шиянку закінчується в Нових Чаплях упираючись в Каширську вулицю.
Довжина вулиці — 2200 метрів.

## Перехрестя
- Гаванська вулиця
- Роторна вулиця
- вулиця Вознюка
- вулиця Євгена Маланюка
- вулиця Василя Симоненка
- вулиця 20-річчя Перемоги
- Кольська вулиця
- вулиця Героїв Чорнобиля
- Дрогобицька вулиця
- вулиця Марії Приймаченко
- Прибережна вулиця
- Каширська вулиця

## Будівлі
- № 1а — Самарський районний суд м. Дніпро;
- № 1б — Військкомат Самарського району; Хлібозавод № 1;
- № 5 — Прокуратура Самарського району;
- № 8 — Дитяча музична школа № 18;
- № 15 — Міська клінічна лікарня № 12;
- № 20 — будівля колишньої вечірньої школи;
- № 36 — Придніпровський професійний ліцей.